# Guerre des six jours (Kisangani)
Pour les articles homonymes, voir Guerre des Six Jours (homonymie) et Bataille de Kisangani (homonymie).
La guerre des six jours est une succession d’affrontements meurtriers entre l'armée ougandaise et l'armée rwandaise à Kisangani, en République démocratique du Congo, du 5 au 10 juin 2000, durant la deuxième guerre du Congo. Selon le groupe Justice et Libération, une association des droits de l'homme basée à Kisangani, les affrontements causèrent environ 1 000 morts et au moins 3 000 blessés, dont la majorité dans la population civile. L’évènement est nommé « guerre des six jours » car il a duré six jours mais aussi parce qu’il a duré du 5 au 10 juin comme la guerre des Six Jours entre Israël et la Ligue arabe en 1967.
La ville de Kisangani avait déjà subi des affrontements entre les troupes rwandaises et ougandaises en août 1999 et le 5 mai 2000. Les affrontements de juin 2000 furent cependant les plus meurtriers et ont sérieusement sinistré une grande partie de la ville de Kisangani, avec de 7 000 à 10 000 obus tirés.
Venues principalement contrôler les richesses minières de la région, l'Armée patriotique rwandaise (APR) et l'Uganda People's Defence Force (UPDF) ont également détruit ou endommagé un grand nombre de bâtiments (habitations, résidences, hôpitaux, espaces publics, commerces et lieux de culte) dont la centrale hydro-électrique de la Tshopo, l’Institut Lisanga et la cathédrale Notre-Dame.    
D'autres séquelles et victimes subsistent de la guerre des six jours comme des personnes mutilées, des orphelins et des femmes violées ayant assisté à la mort de leur mari et à l'enlèvement de leurs enfants. 
Une vingtaine d'années plus tard, les victimes congolaises de ces tragiques événements demandent réparation. Le médecin congolais Denis Mukwege, lauréat du prix Nobel de la paix en 2018, tient à ce que les préjudices causés soient réparés et plaide pour l'établissement de mémoriaux, d’un tribunal international pénal pour la RDC accompagnés de réformes profondes des secteurs concernés.

## Au cinéma
Le cinéaste congolais Dieudonné Hamadi fait référence à cette guerre dans au moins deux de ses documentaires :
- Maman Colonelle en 2017 ;
- En route pour le milliard en 2021.